# Могучие рейнджеры: Однажды и навсегда
Могучие рейнджеры: Однажды и навсегда (англ. Mighty Morphin Power Rangers: Once & Always)  — специальный фильм и продолжение сериала Могучие рейнджеры, посвящённый тридцатилетию шоу. Премьера выпуска состоялась 19 апреля 2023 года.

## Персонажи

### Рейнджеры
- Зак Тейлор — Оригинальный Чёрный Рейнджер. Роль играет Уолтер Эмануэль Джонс.
- Билли Крэнстон — Синий Рейнджер и лидер команды. Роль играет Дэвид Йост.
- Рокки Де Сантос — Второй Красный Рейнджер. Роль играет Стив Карденас.
- Кэтрин «Кэт» Хиллард — Второй Розовый Рейнджер. Роль играет Кэтрин Сазерленд.
- Мин Кван — Третий Жёлтый Рейнджер, дочь Трини Кван, первого Жёлтого Рейнджера. Роль играет Чарли Керш.
- Адам Парк — Второй Чёрный Рейнджер. Роль играет Джонни Йонг Бош.
- Айша Кэмпбелл — Второй Жёлтый Рейнджер. Роль играет Каран Эшли.

### Союзники и прочие персонажи
- Альфа 8 / Альфа 9 — многофункциональный получувствительный автоматон из Эденоя. Роль озвучивает Ричард Стивен Хорвиц.

### Антагонисты
- Рита Репульса — Межгалактическая колдунья, стремящаяся контролировать Вселенную. Роль озвучивает Барбара Гудсон.
- Робо-Могучий Минотавр — Роль озвучивает Райан Купер.
- Робо-Сниззард — Роль озвучивает Дэниэл Уоттерсон.